# Dubovac (Chorwacja)
Dubovac – wieś w Chorwacji, w żupanii brodzko-posawskiej, w gminie Gornji Bogićevci. W 2021 roku liczyła 262 mieszkańców.